# Crestonica meridionalis
Crestonica meridionalis är en fjärilsart som beskrevs av Sergius G. Kiriakoff 1958. Crestonica meridionalis ingår i släktet Crestonica och familjen tandspinnare. Inga underarter finns listade i Catalogue of Life.